# Црногорски перпер
Перпер је био званична валута Кнежевине и потом Краљевине Црне Горе. Један перпер је садржао 100 пара.

## Историја
До 1906. Црна Гора није имала сопствену монету. На њеној територији у промету је био новац других држава, пре свега аустријски талијер, односно фиорин, а сви обрачуни су вршени у аустријској монети. И након Берлинског конгреса 1878. од крупног новца, осим аустријских, у земљи су циркулисали златни амерички долари које су слали исељеници, златни француски наполеондори, италијанске златне лире, енглеске златне фунте, турске златне лире, немачке златне марке, руске златне рубље и друго, а њихов курс је Министарства финансија Црне Горе утврђивао према аустријском државном новцу и објављивао у службеном делу листа „Глас Црногорца”.
Због стања финансија, велике задужености земље и става Аустроугарске, којој није било у интересу, није било могуће да се Црна Гора еманципује од аустроугарског новца, а одсуство монетарне независности, утицало је и на стање у другим областима. Стога је ковање сопственог новца за Црну Гору имало велики економски и политички значај.

## Кованице

### Емисија кованог новца из 1906.
Пре серије сребрних перпера из 1909. Црна Гора је исковала две серије ситнијег новца од бакра и никла, и то од 1, 2, 10 и 20 пара. Једна пара је вредела као један аустријски хелер, стоти део аустроугарске круне.
Указом од 11/24. априла 1906. о ковању црногорског никленог и бронзаног новца у номиналној вредности од 200.000 круна, књаз Никола је реализовао право које му је давао члан 10. Устава Црне Горе, према коме је „Књаз Господар имао право ковања новца”. Указом су одређени апоени 1, 2, 10 и 20 пара, њихов облик и изглед.
Новац је искован у ковници у Бечу, чији је директор у то време био Димитрије Мита Петровић, Србин пореклом из Панчева, који је помогао да се цео посао обави успешно.
Прва емисија кованог новца из 1906. имала је:
- 200.000 кованица од 1 паре, 17mm у пречнику, тежине 1,666 грама, састава 950‰ бакра, 40‰ калаја и 10‰ цинка
- 600.000 кованица од 2 паре, 19mm у пречнику, тежине 3,333 грама, састава 950‰ бакра, 40‰ калаја и 10‰ цинка
- 750.000 кованица од 10 пара,  у пречнику, тежине 3 грама, састава од чистог никла (1000‰ никл)
- 600.000 кованица од 20 пара,  у пречнику, тежине 4 грама, састава од чистог никла (1000‰ никл)

Све кованице су имале исте симболе на лицу и наличју. На средини лица кованица стајала је номинална вредност, испод ње назив валуте „пара” и година ковања 1906. Око обода је ћирилични текст „КЊАЖЕВИНА ЦРНА ГОРА”. На наличју је црногорски грб.
Пошто је исковани новац приспео на Цетиње, расписом Министарства финансија и грађевина од 28. августа/10. септембра 1906, пуштен је у промет црногорски новац, што је 2/15. септембра 1906. објављено у Гласу Црногораца“. По истом распису је наређено царинарницама да изврше замену за ситни аустријски новац, хелер, који је циркулисао у Црној Гори. Замена је требало да се заврши до 15. октобра 1906, док је после 1. јануара 1907. требало да буде искључена циркулација аустријског ситног новца на црногорској територији. Међутим, и поред те наредбе исковане количине нису биле довољне да задовоље потребе промета у Црној Гори, тако да је хелер циркулисао и након 1. јануара 1907.
Циљ ковања је био, осим промоције црногорске суверености, да Црна Гора добије сопствени обрачунски новац, који би заменио аустријски новац. Осим тога, приступајући ковању новца, држава је остварила доста велики ванредни приход, који раније није имала. Рачуна се да је он од новца кованог 1906. износио 162.441,17 перпера, односно круна.

### Емисија кованог новца из 1908.
Због доброг прихватања и циркулисања црногорског новца, као и потребе на тржишту, дошло је до ковања нове серије. Указом књаза Николе од 18. маја 1908. одобрено је ковање и пуштање у промет 110.000 круна номиналне вредности „никленог, бронзаног новца у комадима од 20, 10 и 2 паре“. Овај новац је такође био искован у Бечу и осим године производње био је идентичан са оним из 1906.
Емисија кованог новца из 1908. имала је:
- 250.000 кованица од 2 паре
- 250.000 кованица од 10 пара
- 40.000 кованица од 20 пара

### Прва емисија перпера из 1909.
На иницијативи ковања новца од племенитих метала, значајну улогу је одиграо Милоје Јовановић, кога је послала Владе Краљевине Србије, како би помогао Министарству финансија Кнежевине Црне Горе. Он је боравио у Црној Гори у периоду 1908—1910. На састанку који је одржан на Двору 1909. године, било је више предлога о називу новца, као што су „зета”, „ловћен”, „сребрњак”, а на крају је одлучено да се зове перпер.
Назив перпер потиче од речи (грч. Hyper-peron - сјајан, препржен). Настао је у 4. веку, за време цара Валенса, а користио се као новчана јединица у Византији.
Перпер се као црногорски новац први пут помиње у указу књаза Николе од 4. маја 1909. По том указу је одређено ковање апоена од 1 и 5 перпера. Нацрте за ове апоене је према предлогу Милоја Јовановића, урадио професор гимназије и сликар Илија Шобајић, док је гравер био Стефан Шварц из Беча.  За њихову израду коришћено је сребро позајмљено од Србије.
Перпери су након указа, израђени веома брзо, с обзиром да се у то време, убрзано припремало проглашење Црне Горе краљевином, није се могло дозволити да на њеној територији основна обрачунска монета остане аустријска круна, уз несметан оптицај десетак других валута.
Указ од 4. маја 1909. је објављен 6. јуна исте године у„Гласу Црногораца“. У истом броју тих новина објављена је и вест под насловом „Наш сребрни новац“ у којој се каже: „На Цетиње је стигла прва партија нашег новог сребрног новца - перпера, који је већ пуштен у саобраћај. О његовој изради стручњаци су се повољно изразили, а исти је израђен у Француској. Има га од 1 и 5 перпера, а вредност му је била као и аустријска круна.“
Ова серија кованог новца из 1909. је била у вредности 800.000 перпера, и то: 
- 500.000 кованица од 1 перпера,  у пречнику, тежине 5 грама, састава 835‰ сребра и 165‰ бакра
- 60.000 кованица од 5 перпера,  у пречнику, тежине 24 грама, а састава 900‰ сребра и 100‰ бакра

На кованицама се са једне стране налазио десни профил књаза Николе. Испод њега су ловорова гранчица и иницијали гравера Стефана Шварца („SS” латиницом). Уз обод је полукружни ћирилични натпис „НИКОЛА I Б. М (божјом милошћу) КЊАЗ И ГОСПОДАР ЦРНЕ ГОРЕ”. С друге стране се налази црногорски грб са круном на порфиру. Испод је номинална вредност и назив валуте (перпер) ћирилицом. Изнад грба је ћирилични текст „КЊАЖЕВИНА ЦРНА ГОРА” (касније „КРАЉЕВИНА ЦРНА ГОРА”). Око грба, с доње стране, десно се налази храстова, а са леве ловорова гранчица. На неким кованицама се испод налазе „рог изобиља” (лево) и „бакља” (десно), ознака ковнице.  Обод кованица од 1 перпера је рецкаст, док је на ободу кованица од 5 перпера исписан текст „БОГ ЧУВА ЦРНУ ГОРУ”.
Као нови сребрни ковани новац Црне Горе, перпер је заменио и потиснуо аустријску сребрну круна, која је до тада такорећи била једина сребрна монета и доминантно средство плаћања у Црној Гори. Однос перпер - круна био је 1:1.

### Емисије сребрних и златних перпера из 1910.
Дана 2. марта 1910. на Ријеци Црнојевића, министар финансија и грађевина Црне Горе Гавро Вуковић и књаз Никола, потписали су указ којим је омогућено ковање златног и сребрног новца и то:
- 300.000 кованица од 2 перпера,  у пречнику, тежине 10 грама, састава 835‰ сребра и 165‰ бакра
- 40.000 златника од 10 перпера,  у пречнику, тежине 3,3875338 грама, састава 900‰ чистог злата и 100‰ бакра
- 30.000 златника од 20 перпера,  у пречнику, тежине 6,775067 грама, састава 900‰ чистог злата и 100‰ бакра
- 300 златника од 100 перпера,  у пречнику, тежине 33,875335 грама, састава 900‰ чистог злата и 100‰ бакра[2]

Овај новац кован је у Царској и Краљевској ковници у Бечу, истог је изгледа као и онај из 1909. само су различити апоени и знатно је квалитетније израде. Новац који је 1909. израђен у Паризу у ковници „Baertrad et Beranger“ је лошијег квалитета, нема јасноћу и рељефност и међу нумизматичарима је познат као „плитко ковање“. До ковања новца 1909. у Паризу, уместо у Бечу дошло је из политичких разлога, јер су односи између Аустроугарске и Црне Горе били захладнели због анексионе кризе 1908.
Од искованог сребрног новца, држава је остварила приход у износу од 378.674,92 перпера.
Дана 15. августа 1910. године Црногорска народна скупштина је Црну Гору прогласила краљевином. На Цетињу су у славу тог догађаја 15-17. августа организоване велике свечаности којима се обележавало 50 година ступања на престо књаза Николе. У том тренутку Црна Гора је имала новац са четири различите године издања (1906, 1908, 1909. и 1910), у различитим апоенима (1, 2, 10, 20 пара, 1, 2, 5, 10, 20 и 100 перпера), као и од различитих материјала (бакар, никл, сребро, злато) и 4/17. децембра 1910. се појављује „Закон о државном новцу Краљевине Црне Горе“. Овај закон је имао 32 члана, а његов 27. члан каже да осим раније искованог новца министар финансија може исковати и пустити у оптицај још и следећу количину јубиларног златног новца:
- 35.000 златника од 10 перпера
- 30.000 златника од 20 перпера
- 500 златника од 100 перпера

и даље се наводи „Овај јубиларни новац разликује се од осталог златног новца тијем, што се око главе Владаочеве налази вијенац од лаворовог лишћа, а мјесто лаворове гранчице испод Владаочевог лика написане су године „1860-1910“.“
Израда ковања златног новца 1910. је коштала је више од његове номиналне вредности, тако да од његовог ковања било губитака, уместо прихода. Напори Црне Горе да се у монетарном погледу осамостали и стабилизује своју валуту, који су коначно дали позитивне резултате, нису наилазили на благонаклон став Аустроугарске, која је црногорски златни новац откупљивала и лила га у круне, па су убрзо црногорски златници постали реткост, а присутност аустријске круне је задржана. С друге стране, црногорски новац, се ипак, пробијао на аустријску територију и тамо циркулисао.
Закон је ступио на снагу почетком 1911. Њиме је створен правни основ за успостављање монетарног система у Црној Гори. Он је заокружен потписивањем монетарне конвенције са Аустроугарском 21. септембра 1911. године, чиме је смањен уплив страног новца у Црну Гору, а домаћа валута је полако постајала призната у Аустроугарској.

### Емисије кованог новца из 1912. и 1913.
Филип Јерговић, црногорски министар финансија, је крајем 1911. Народној скупштини предложио закон о ковању нове количине новца. Разлога за такав предлог је било више. Наиме, бронзаног и никленог новца готово да није било у оптицају, па се и даље морао толерисати аустријски ситан новац. Због деформација изазваних лошом израдом, било је неопходно повући из оптицаја и прековати сребрни новац искован у Паризу 1909. Поред тога, Јерговић је тражио да се да се искује још извесна количина сребрног новца у апоенима од 1, 2 и 5 перпера, како би Црна Гора имала све монете предвиђене Законом о новцу, те да је за црногорске финансије исплативије да искује златан новац, него да уноси новац у аустријској монети.
Црногорска народна скупштина је крајем 1911. усвојила предлог министра финансија о ковању нове партије перпера. Закон о ковању новца је донесен 23. децембра 1911/5.
јануара 1912. Објављен је 11. 6. 1912. у „Гласу Црногораца“. Према њему, требало је исковати близу 3.000.000 перпера, од чега 2.000.000 у злату, а 800.000 у сребру, док је 60.000, односно 11.000 перпера требало исковати у никлу и бронзи.
Закон је само делимично реализован. Године 1912. је искован је само сребрни новац у вредности од 586.800 перпера од:
- 1 перпера, масе 5 грама, пречника 23 mm, финоће 835/1000 сребра, у тиражу 386.800 кованица
- 5 перпера, масе 24 грама, пречника 36 mm, финоће 900/1000 сребра, у тиражу 40.000 кованица

На лицу кованица је десни профил краља Николе. Полукружно горе је исписан текст „НИКОЛА И Б. М. КРАЉ И ГОСПОДАР ЦРНЕ ГОРЕ”, уз доњу ивицу обода је храстова гранчица, а испод ње иницијали гравера „SS”. На наличју је црногорски грб с драперије и круном около горе је исписан текст: „КРАЉЕВИНА ЦРНА ГОРА”, у доњем делу ознака вредности изражена арапским бројем, испод полувенац од ловорове и храстове гранчице повезан текстом: „ПЕРПЕР” односно „ПЕРПЕРА”, уз доњу ивицу обода ознака. Обод кованице од 1 перпера је са рецкама, а на ободу кованица од 5 перпера налази се натпис „* БОГ * ЧУВА * ЦРНУ * ГОРУ ***”.
Оба апоена су симетрична. Исковани су у Државној ковници у Бечу према нацрту Илије Шобајића, а гравер је био Стефан Шварц. Аутор наличја је аустријски гравер Рудолф Нојбергер.
У ковању овог новца, један део перпера из 1909. је прекован због излизаности и лошег квалитета. Укупно је у нове перпере прековано 130.800 кованица од једног перпера и 30.000 кованица од пет перпера из 1909.
Према истом закону је било предвиђено ковање и ситнијих апоена. Како су они нешто каснили, на себи носе годину 1913. Искована је предвиђена количина никленог и бронзаног ситног новца:
- 1 паре, масе 1,66 грама, пречника 17 mm, од бакра у тиражу од 100.000 кованица
- 2 паре, масе 3,33 грама, пречника 19 mm, од бакра у тиражу од 500.000 кованица
- 10 пара, масе 3 грама, пречника 19 mm, од никла у тиражу од 200.000 кованица
- 20 пара, масе 4 грама, пречника 21 mm, од никла у тиражу од 200.000 кованица

Два милиона комада златних кованица, међутим, никада није исковано, због недостатка средстава.

### Емисије кованог новца 1914.
После Првог балканског рата, територија Црне Горе се значајно проширила, што је
повећало потребу за већом количином новца у оптицају. Због тога је фебруара 1914. црногорска влада донела Закон о ковању сребрног, никленог и бронзаног новца. Укупно је исковано 1.250.000 перпера:
- 1 пара, масе 1,66 грама, пречника 17 mm од бакра, у тиражу од 200.000 кованица
- 2 паре, масе 3,33 грама, пречника 19 mm од бакра, у тиражу од 400.000 кованица
- 10 пара, масе 3 грама, пречника 19 mm од никла, у тиражу од 800.000 кованица
- 20 пара, масе 4 грама, пречника 21 mm од никла, у тиражу од 800.000 кованица
- 1 перпер, масе 5 грама, пречника 23 mm од сребра, у тиражу од 500.000 кованица
- 2 перпера, масе 10 грама, пречника 27 mm од сребра, у тиражу од 200.000 кованица
- 5 перпера, масе 24 грама, пречника 36 mm од сребра, у тиражу од 20.000 кованица

На лицу кованаца од 1, 2, 10, 20 пара је црногорски грб, а на наличју, уз горњу ивицу текст: „КРАЉЕВИНА ЦРНА ГОРА”, испод које је ознака вредности изражена текстом „ПАРА” и бројем, док је уз доњу ивицу обода година издања. Новчићи од 1 и 2 паре имају глатки обод, а новчићи од 10 и 20 пара имају рецке.
На лицу кованица од 1, 2 и 5 перпера је десни профил краља Никола, около, горе је текст „НИКОЛА И Б. М. КРАЉ И ГОСПОДАР ЦРНЕ ГОРЕ”. Испод се налази храстова гранчица и иницијали гравера SS. На реверсу је црногорски грб на порфири са круном, около, горе, текст „КРАЉЕВИНА ЦРНА ГОРА”, испод је ознака вредности означена бројем, у доњем
делу је полувенац од ловорове и храстове гранчице повезан називом валут. Уз доњу ивицу обода је година издања. Новчићи од 1 перпера на ободу имају рецке, а кованице од 2 и 5 перпера су глатки и имају утиснут текст „БОГ ЧУВА ЦРНУ ГОРУ”.
То је био последњи ковани новац у Црној Гори. Због избијања Првог светског рата није израђено предвиђених 700.000 перпера сребрног и још 140.000 никленог и бронзаног новца. Црна Гора је 1915. припремала нову емисију металних апоена, али до ње није дошло.

## Упутнице
Презадужена Краљевина Црна Гора је 1912. године, спремајући се за Први балкански рат, морала да одустане од планова за ковање нових количина металног новца. Услед тешке економске и војно-политичке ситуације, повећање државне територије и броја становника, када је Црна Гора 8. октобра објавила рат Турској, донесен је Закон о издавању благајничких упутница, што је објављено у Црногорском гласнику од 23. октобра 1912. У Гласнику се не помињу изглед и величина упутница. Упутнице су штампане у Прагу у штампарији (чеш. Unie). Штампано је 2 милиона примерака у номиналама од:
- 1 перпера, тамноплаве боје, величине 150x75 mm
- 2 перпера, тамноцрвене боје, величине 115x75 mm
- 5 перпера, зелене боје, величине 129-130x84-85 mm
- 10 перпера, црвене боје, величине 144-145x94-95 mm
- 50 перпера, љубичасте боје, величине 164-165x113-115 mm
- 100 перпера, браон боје, величине 174-175x115-116 mm

Упутнице су ручно нумерисане на Цетињу. Номинале се међусобно разликују по боји. Лице и наличје упутница су исти. На њима доминира грб на порфиру (уоквирени квадрат), на коме је словима исписан износ и назив валуте. Лево и десно од грба је номинална вредност. У угловима квадрата су заобљени троуглови, а у њима арапским бројевима означен номинални износ упутнице. Изнад квадрата са грбом је у уоквиреном, мало ужем правоугаонику, ћирилицом, исписан текст у три реда: „Нека Главна државна благајна исплати доносиоцу ове упутнице ...” износ и валута.
Испод квадрата са грбом је правоугаоник, исте ширине, у коме је, назначено да вредност упутнице траје годину дана од дана публикације. Упутнице носе потписе председника Главне државне контроле Филипа Јерговића и министра финансија Секуле Дрљевића. Сав текст је исписан ћирилицом. Аутор ликовног решења до данас није са сигурношћу препознат, али се по рукопису претпоставља да је у питању професор Илија Шобајић. 
На упутницама стоји датум 1. октобар 1912. Претпоставља се да је читав посао планиран у тајности и да Државна штампарија из неких разлога није успела да обави овај посао, те да је одлука о штампању упутница у Прагу донета накнадно и да су за штампање искоришћени клишеи са датумом који је претходно планиран. Клишеи су након штампања враћени и уништени. Папир на којем су штампане новчанице је био дебео и лошег квалитета, тако да се лако оштећивао приликом пресавијања. Штампање упутница је коштало 11.605,09 перпера, а финансијски ефекти су били изузетно значајни.
Упутнице су гласиле на доносиоца. Представљале су неку врсту привременог папирног новца, без покриће, али који је гарантовала држава у висини њихове номиналне вредности. Коришћене су као средство плаћања у свим државним, општинским и другим јавним благајнама, као и у приватном промету. Упутнице су у народу добро прихваћене. Велику улогу у њиховој популаризацији је имала Црногорска банка са Цетиња. На бази емисије ових упутница држава је добила два милиона перпера. Мада је планирано да важе само годину дана, додатним наредбама је важност продужавана све до 1. марта 1914. године.
Друга емисија упутница уследила је након две емисије кованог новца, а ради финансирања државе у ратним условима. Већ 25. јула 1914. наложено је штампање нових упутница, како би се обезбедио ратни материјал потребан држави. Штампани су перпери од 1, 2, 5, 10, 20 и 100 перпера. Упутнице су штампане на дебелом папиру на Цетињу. Перпери од 1 и 2 перпера су били исти као и у претходној серији, само што је на њима стајао прештампан датум објаве закона, црвеном бојом (25. јул 1914), док су за упутнице од 5, 10, 20, 50 и 100 перпера израђени нови клишеи.
Упутнице су одштампане у Државној штампарији, у складу са њеним скромним капацитетима, на истом, неквалитетном папиру као и упутнице из 1912. године, који се брзо хабао и крзао, и лоше трпео пресавијања, због чега је до данас сачуван мали број примерака. Све упутнице су истих димензија (155 x 107 mm), а идејна решења лица и наличја су различити.
На лицу у центру је државни грб, на порфири са круном. Бројне вредности су у угловима, лево и десно од грба. На наличју, у центру је државни грб, на порфири са круном. Бројне вредности новчанице су у угловима. На упутницама нема клаузуле којом се упозорава да је фалсификовање кажњиво по закону.
На основу архивске грађе, са недовршеним скицама и препискама око кашњења са израдом идејног решења, претпоставља се да је њихов аутор био Илија Шобајић.
Нумерисање је вршено ручно и у различитим бојама. У оптицај је кроз серије А, Б, В и Г пуштено пет милиона перпера. Потписници упутница су били председник Главне државне контроле Филип Јерговић и министар финансија Ристо Поповић.
| Слика | Слика   | Износ       | Боја            | Опис | Опис    | Датум |
| Лице  | Наличје | Износ       | Боја            | Лице | Наличје | Датум |
| ----- | ------- | ----------- | --------------- | ---- | ------- | ----- |
|       |         | 1 перпер    |                 |      |         | 1914. |
|       |         | 2 перпера   |                 |      |         | 1914. |
|       |         | 5 перпера   | светлоплава     |      |         | 1914. |
|       |         | 10 перпера  | црвена          |      |         | 1914. |
|       |         | 20 перпера  | љубичасто браон |      |         | 1914. |
|       |         | 50 перпера  | жуто браон      |      |         | 1914. |
|       |         | 100 перпера | наранџасто жута |      |         | 1914. |

Нови Закон којим је дата могућност штампања четири милиона нових перпера, са датумом 25. јул 1914, подељених у 25 серија, је издат 10/23. маја 1915, што је објављено три дана касније. Готово истовремено 16/29. маја 1915. је објављена наредба о повлачењу из оптицаја претходне емисије пет милиона перпера упутница од 2, 5, 50 и 100 перпера са датумом 25. јула 1914. чији рок још није био истекао.
После састанка, који је одржан 7. и 9. јануара између делегата црногорске владе Јована Поповића и конзула Краљевине Црне Горе и генералног секретара Француске банке, ова банка је преузела обавезу да у што краћем року припреми нове упутнице црногорских перпера и да их одмах штампа. С обзиром да је било неопходно да се одмах одштампају и испоруче, одлучено је да се за израду лица употребе модели који нису раније употребљени или који су раније одбијени.
За идејна решења лица упутница су коришћени клишеи француске банке, за апоене од 1, 2 и 5 перпера су одабрани клишеи алжирске новчанице од 10 франака, које је 1972. године израдио М. Cobason а гравирао M. Magdelin.
На лицима упутница од 1, 2 и 5 перпера налази се стилизована елипса. Бројчане вредности су са страна, лево и десно од текста. Носи потписе председнике главне државне контроле Филипа Јерговића и министра финансија Ристе Поповића. Носе датум, 25. јула 1914. Серијски број и број серије се налазе изнад и испод текстуалног дела.
За 10 и 20 перпера дизајн је урадио М. Дивал. На њиховим лицима се налази стилизовани правоугаоник. Бројчана вредност дата је само у горњем десном углу, док је насупрот њему грб краљевине Црне Горе. Серијски број је одштампан изнад текстуалног дела централно, а број серије у доњем левом углу, а три последње цифре серијског броја у доњем десном углу.
Апоени од 50 и 100 перпера су израђени према дизајну M. Duc-а из 1848. године. На њиховом лицу се налази заобљени правоугаоник. Бројчане вредности су са страна, лево и десно од текста, који је исти као код осталих апоена. Серијски број одштампан је изнад текстуалног дела централно, а број серије у доњем левом углу и горњем десном делу правоугаоника. Три последње цифре серијског броја налазе се у горњем левом и у доњем десном углу.
Ликовна решења и симболика детаља, немају никакве везе са Црном Гором. На француске клишее су додати ћирилички натписи и црногорски грб и истовремено је на њима штампана нумерација.
Идејно решење за наличја упутница је веома слично првом издању из 1914. године. На наличју упутница од 1, 2, 5, 50 и 100 перпера, као подлога се налазе редови ситног, хоризонталног ћириличног текста „КРАЉЕВИНА ЦРНА ГОРА”. У центру је државни грб, на порфири са круном. Бројчане вредности новчанице су у угловима. На наличју упутница од 10 и 20 перпера налази се стилизована правоугаона гравура, преко које је одштампан текст као и код претходних апоена.
- 1 перпер, плаве боје, на 65-грамском папиру, величине 135х98 mm
- 2 перпера, браон боје, на 65-грамском папиру, величине 135х98 mm
- 5 перпера, црвене боје, на 65-грамском папиру, величине 135х98 mm
- 10 перпера, плаве боје, на 65-грамском папиру, величине 158х104 mm
- 20 перпера, браон боје, на 65-грамском папиру, величине 158х104 mm
- 50 перпера, црвене боје, на 37-грамском папиру, величине 187х110 mm
- 100 перпера, плаве боје, на 37-грамском папиру, величине 187х110 mm

Код појединих серија боје варирају од светлијих до тамнијих нијанси. За свих седам апоена коришћен је папир од теста памучних крпа, које је испоручила фабрика Rives. Папир је испао бољег квалитета него у ранијем издању, за апоене од 50 и 100 перпера може се рећи да су веома доброг квалитета.
Тако је у промет пуштено још 4.000.000 перпера, а рок исплате раније издатих упутница од 5.000.000 милиона перпера је одложен за исплату до 25. јула 1916. И наредне године поново је изведен је овај маневар, тако што је 4. децембра 1915. објављен Закон о издавању упутница у износу од 6.000.000 перпера, са датумом 25. јул 1914, чији је рок важења продужен до 25 јула 1917, као и ранијих у износу од 9.000.000 перпера.
Ове упутнице су последње израђене у слободној Црној Гори.
Сав трошак за исплату свих упутница је 1924. године исплатила нова држава, Краљевина Срба Хрвата и Словенаца.
Након Битке код Мојковца, јануара 1916. Црна Гора је капитулирала, црногорска војска је разоружана и на Цетињу је успостављена окупациона административна власт. Убрзо је дошло до поништавања црногорског новца и његовог обезвређивања печатирањем у окружним командама на Цетињу, у Никшићу, Подгорици, на Плевљама, у Старом Бару и Пећи. Оверавање је вршено печатом на коме је писало „K.u K. MILITAR GENERALGOUVERNEMENT IN MONTENEGRO KREISKOMMANDO”, уз име града у коме је печаћење вршено. Процењује се да је испечатирано мање од трећине перпера, од оних који су се налазили у промету, и да се народ на печатирање одлучивао само у крајњој нужди. Папирни новац Црне Горе је веома тражен и високо цењен на колекционарском тржишту.
Након печаћења, аустроугарске власти су успоставиле арбанашки, односно аустријски перпер, који је штампан у Бечу. Овакав назив је дат зато што су натписи на лицу, осим на српском, писани на арбанашком, а на наличју на немачком језику. Перпери из доба окупације су истог дизајна, а разликују се једино по боји и величини.